# Emme Wong
Emme Wong Yee-Man (Hong Kong británico, 3 de enero de 1981) es una cantante de cantopop hongkonesa.
Emme Wong debutó anteriormente con su otro nombre artístico de "Dior Wong" a finales de 2001, como una de las prometedoras nuevas de la música pop bajo el sello de Universal Records. Como Dior Wong, lucía una imagen purificada y juvenil y lanzó su primer EP titulado "Pure Impression" (純屬 印象), en el mes de noviembre de ese mismo año. Después lanzó su segundo álbum titulado "Scents" (香薰) en julio de 2002.
Después de una breve pausa, cambió su nombre por Emme y regresó con su segundo álbum (homónimo) en 2003, marcó una nueva imagen, más madura y considerada como una de las artistas más destacadas del momento. En 2004 lanzó su próximo EP titulado "Good Show", manteniendo su mismo estilo musical. Ella regresó en mayo de 2008 con un nuevo sencillo titulado "Aspire" (渴求), de su álbum titulado "The Groove In Me" en el mes de agosto. Álbum que cuenta con una fusión de ritmos movidos y de música electrónica.
Emme Wong a lo largo de los años, también ha cantado temas musicales en inglés, reeditando temas musicales pertenecientes a otros artistas, con canciones como "What Took You So Long" de Emma Bunton (純屬印象), "Round Round" de las Sugababes (戒男), "Show Me Love" de t.A.T.u. y recientemente la versión de la canción titulada "He Doesn't Love You" de Sarah McLeod (渴求).

## Discografía
- Pure Impression (純屬印象) 2001, EP
- Scents(香薰) 2002, álbum
- Emme 2003, álbum
- Good Show 2004, álbum
- The Groove In Me 2008, álbum

## Filmografía
- Lan Kwai Fong (2011)
- Sasori (2008)
- Kung Fu Fighter (2007)
- Confession of Pain (2006)
- Colour of the Loyalty (2005)
- Beyond Our Ken (2004)
- My Sweetie (2004)[1][2]

## Vida personal
Emme Wong se casó con el actor Danny Chan el 27 de octubre de 2014.